# Damaroň jižní
Damaroň jižní (Agathis australis), maorsky kauri je druh jehličnaté dřeviny z čeledi blahočetovité. Pochází z Nového Zélandu a je zdrojem ceněného dřeva a pryskyřice.
Vědecká synonyma:
- Dammara australis (D. Don) Lamb.
- Podocarpus zamiifolius A. Rich.

Národní jména:
- damara kopálová
- damaroň australská

## Charakteristika
Damaroň jižní je obrovský jehličnan vyskytující se ve smíšených lesích mírného pásma. Vyskytuje se na Severním ostrově Nového Zélandu. Vytváří až 50 metrů vysoký nevětvený kmen a tyčí se nad úroveň okolního lesa i 40 a více metrů. Na rozdíl od většiny jehličnanů, které mají jehlicovité listy, damaroň jižní je má ploché, kožovité a podlouhlé. Samičí stromy mají kulovité a samčí válcovité šištice. Tento druh je zřejmě nejoblíbenějším stromem na Novém Zélandu.
Známý je také pod názvem kauri.
Má lehké, trvanlivé a kvalitní dřevo, a proto se ve velkém pěstuje v subtropech i v teplé části mírného pásma po celém světě. Její dřevo bylo vysoce oceňováno a používáno od koloniálních dob 19. století. Kromě dřeva je strom zdrojem hodnotné pryskyřice, která se využívá při výrobě linolea, kvalitních barev a laků. Říká se, že dřevo z jednoho stromu postačí na stavbu domu i zhotovení veškerého nábytku. Obliba damaroně a intenzivní těžba dřeva způsobily rapidní úbytek damaroňových lesů z původních 1,2 milionu hektarů na 140 hektarů.

## Ohrožení
Podle Červeného seznamu 2000 patří mezi méně rizikové druhy, ale je závislá na ochraně. Pro damaroň je největší hrozbou nadměrná těžba dřeva a pryskyřice. Přestože je schopna regenerace, trvá takový proces velmi dlouho, takže dalšími negativními faktory jsou větrné smrště a požáry. Damaroň se většinou vyskytuje v rezervacích, které spravuje Novozélandský úřad pro ochranu přírody. Největší lesní plochy jsou v rezervacích Waipoua, Mataraua a Waimate.